# Gran Premi de Bahrain del 2011
El Gran Premi de Bahrain de Fórmula 1 de la temporada 2011 s'havia previst disputar al circuit de Sakhir, l'11 al 13 de març del 2011.
Hauria estat la primera prova de la temporada 2011 de Fórmula 1, però va ser ajornada a causa de les revoltes a Bahrain al febrer de 2011.  Però finalment, vista la complicada situació, els organitzadors van decidir renunciar a disputar la cursa.
Fernando Alonso va ser el guanyador de l' edició anterior, seguit de Felipe Massa i Lewis Hamilton. Dels pilots en actiu en aquell moment, Felipe Massa, Fernando Alonso, Jenson Button i Michael Schumacher havien guanyat a Bahrain.
Per a aquesta edició estava planejat que el Gran Premi es disputés en la configuració de circuit que es va usar fins a la temporada 2009, ja que una gran quantitat de pilots es van manifestar en contra dels canvis realitzats en el traçat per a la cursa de l'any anterior.
Aquest Gran Premi va ser inicialment posposat a causa de les protestes suscitades en alguns països àrabs, entre ells Bahrain, que exigeixen reformes democràtiques en els sistemes polítics de la regió. Finalment es va cancel·lar definitivament.

## Reincorporació i cancel·lació provisional

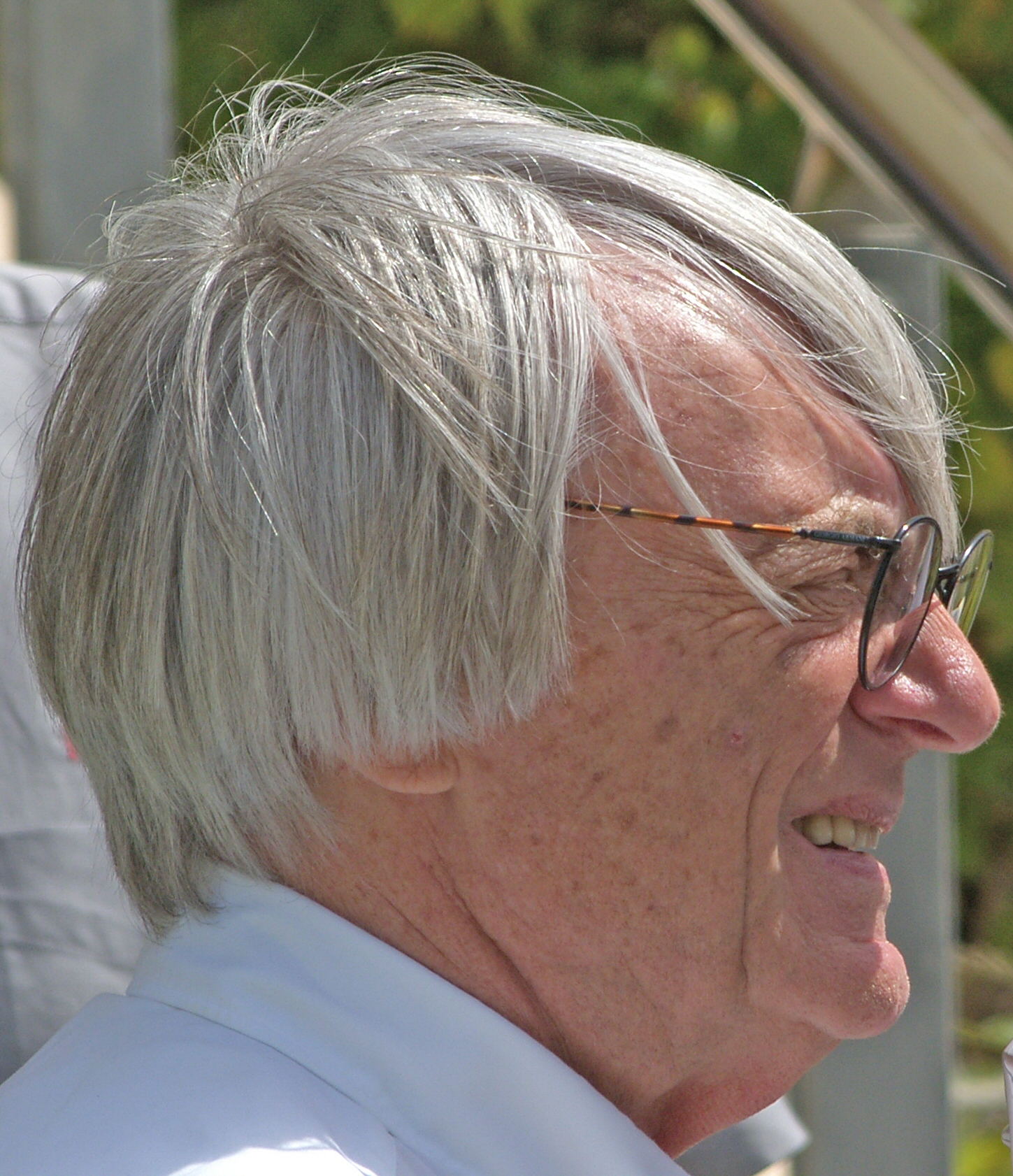
Bernie Ecclestone al GP de Bahrain del 2006.

Després d'una reunió del Consell Mundial de l'Esport Automobilístic a París el dimarts 8 de març es va anunciar que la decisió sobre la possible reprogramació del Premi de Bahrain d'aquest any es posposava fins a l'1 de maig. Quan se li va preguntar si podria celebrar-se en una altra banda, Ecclestone va dir: "No necessitem una carrera alternativa en qualsevol lloc d'Europa o en qualsevol altre lloc. Necessitem una carrera a Bahrain. Si el Príncep de la Corona és de l'opinió que el seu país és capaç d'albergar una carrera, aquesta tornarà a Bahrain ".
A l'últim moment, els organitzadors del Gran Premi de Bahrain van desistir de dur a terme la carrera després de la polèmica generalitzada dels seus problemes interns i que va causar molta confusió arran de la seva possibilitat d'ajornament i la filtració d'informació sobre la idea de dur-se a terme en el mes de desembre.